# Yongzheng
Yongzheng (chiń. 雍正帝; pinyin Yōngzhèng Dì; Wade-Giles Yung1-cheng4 Ti4, mandżurski: Hūwaliyasun Tob hūwangdi, mongolski: Nairalt Töv Khaan, imię osobiste Yinzhen chiń. 胤禛; pinyin Yìnzhēn; Wade-Giles Yin4-chen1; ur. 13 grudnia 1678, zm. 8 października 1735 w Pekinie) – piąty cesarz mandżurskiej dynastii Qing i trzeci cesarz Chin z tej dynastii.

## Życiorys
Czwarty syn cesarza Kangxi, odziedziczył tron w wieku 44 lat, po długich zmaganiach między książętami. Dobrze przygotowany do rządzenia, sprawował ścisłą kontrolę nad swymi urzędnikami, zmuszając aparat biurokratyczny do maksymalnego wysiłku. Określany jako zimnokrwisty autokrata, zainteresowany właściwie wyłącznie władzą, i między innymi dlatego najskuteczniejszy z cesarzy qingowskich. Zwalczał korupcję i dbał o administrację, także niższego szczebla. Wyczulony na (potencjalne) spiski wśród rodziny i notabli mandżurskich, wielu z nich uwięził, likwidując w ten sposób wszelkie spory wewnątrzpałacowe. Sprawne rządy spowodowały rozkwit gospodarczy Chin.

## Yongzheng jako buddysta
Był jednym z najbardziej związanych z buddyzmem cesarzy. Szczególnie względami darzył buddyzm chan. Patronował jeszcze jako książę klasztorowi chan Bailing w Pekinie, a dzięki jego opatowi Jialingowi Xingyinowi także klasztorowi Li’an w Hangzhou. Dzięki temu on i następni cesarze nawiązali bliskie kontakty z oboma klasztorami. Ze względu na swoje położenie Bailing si był ulubionym miejscem medytacji cesarza.
Dzięki cesarskiemu patronatowi, klasztor Li’an, został wydźwignięty z całkowitego upadku i później większość opatów Bailin si była wybierana spośród mnichów z Li’an si.
Był także w bliskich, a nawet przyjacielskich stosunkach z Tybetańczykami: Ngag.dbang blo.bzang chos.ldanem (1642–1714) oraz jego następcą na tronie Rol.pa’i rdo.rje (1717–1786). Obaj odgrywali ważną rolę w polityce dworu.
Yongzheng nie tylko był patronem buddyjskich instytucji (tak jak wielu cesarzy), ale inicjował wiele ważnych projektów. W 1734 roku nakazał stworzenie nowego kanonu buddyjskiego, zwanego „Smoczą Edycją” (chiń. Longzang). Projekt ten został ukończony przez jego syna Qianlonga w 1738 roku.
Yongzheng zwracał także uwagę na system ordynacyjny, który został przez niego znacząco rozluźniony, co spowodowało zwiększenie liczby mnichów. Promował tradycję Winai na górze Baohua i zorganizował cesarską ceremonię ordynacji w 1733 roku. Mistrz winai Wenhai Fuju (1686–1765) został zaproszony do jej przeprowadzenia, a wiele tekstów związanych z Potrójną Platformą Ordynacyjną zostało włączone do cesarskiego kanonu. W 1735 roku wydał dekret zapraszający do otwartej dyskusji o oficjalnym systemie ordynacji i zasugerował porzucenie tego systemu. W efekcie tych działań jego syn Qianlong zlikwidował w 1754 roku ten system. Stało się to możliwe dzięki zmianie systemu podatkowego. Yongzheng włączył podatek za pracę pracowników do podatku za ziemię. Podatek zaczął więc zależeć bardziej od areału niż od populacji i nie było już potrzeby kontrolowania mnisiej populacji.
Yongzheng był także prawdopodobnie jedynym chińskim cesarzem, który osiągnął oświecenie. Z tego powodu, iż początkowo nie miał zaufania do opata Bailin si, mistrza chan Jialinga Xingyina, praktykowal pod kierunkiem lamy Ngag.dbang blo.bzang chos.ldana z Amdo. 21 dnia pierwszego miesiąca 1713 roku osiągnął oświecenie. Podczas medytacji doświadczył absolutnej jedności siebie z wszystkimi istotami.
Cesarz uważał siebie za najwyższego mistrza chan w państwie. Zajmował się także literaturą chanu i buddyjskimi świętymi tekstami w celu stworzenia standardowego buddyjskiego kanonu dla wszystkich buddystów. Jego nauki chan odzwierciedlały oświecenie; podkreślał rolę prawdziwego wglądu i był przeciwny każdej formie nauczania chanu przez literaturę czy powierzchowne dyskusje. Prawdziwy wgląd według niego, był zrozumieniem znaczenia pustki, nie tylko pustki zewnętrznego świata, ale również umysłu i jaźni. Linia pomiędzy oświeconym a żyjącym ułudą, leżała w osiągnięciu stanu „bez umysłu”. Praktyka medytacji chan była według niego podzielona na trzy etapy lub „przejścia”. Różni mistrzowie chan używali określenia trzy przejścia, ale Yongzheng był prawdopodobnie pierwszym, który usystematyzował jego znaczenie:
- aby z sukcesem przejść przez pierwsze przejście, praktykujący musi przeniknąć wszystkie prawdy
- następnie praktykujący musi osiągnąć wielką wolność bez ruchu

| Po przeniknięciu prawdy będzie wiedział, że góry są górami, rzeki są rzekami, ziemia jest ziemią, a przestrzeń dziesięciu kierunków jest przestrzenią dziesięciu kierunków. Ziemia, woda, ogień i wiatr są ziemią, wodą, ogniem i wiatrem. Nawet złudzenia są złudzeniami, utrapienia są utrapieniami, kolor, dźwięk, zapach i dotyk są kolorem, dźwiękiem, zapachem i dotykiem. Są one wszystkie prawdziwym ja i nirwaną. Nie ma poszczególnego istnienia, które nie jest zawarte w moim ciele i nie ma poszczególnego istnienia, które należy do mnie. Zewnętrzny świat i mądrość wzajemnie się przenikają; istoty i pustka nie mają przeszkód. Osiągnięta jest wielka wolność bez ruchu. Jest to nazwane „przeniknięciem drugiego przejścia”. |

- praktykujący musi przejść przez trzecie przejście, w którym oświecony umysł zostaje wcielony w codzienne życie.

Używając tradycyjnych chińskich metafizycznych pojęć : „substancji” (chiń. ti) i „funkcji” (chiń. yong) Yongzheng utrzymywał, że każdy aspekt życia jest jednością substancji i funkcji. Na koniec cesarz ostrzegał praktykujących, że przeniknięcie przez te trzy przejścia jest również rodzajem „zręcznego środka” i że ostatecznie nie ma niczego do przeniknięcia.

## Prace literackie
- Yuxuan yulu (Cesarski wybór zapisanych wypowiedzi) (1733)
- Yulu Zongjing dagang (Najważniejsze rzeczy zapisane z „Zongjing lu”) (cesarski skrót dzieła Yongminga Yanshou ze 101 zwojów do 20 zwojów)
- Jianmo bianyi lu (polemiczna praca z 1733 roku poświęcona kontrowersji pomiędzy Miyunem Yuanwu a Hanyue Fazangiem)
- Dayi juemi (Przebudzenie z ułudy) (1730)